# Izumi Garden Tower
Izumi Garden Tower (яп. 泉ガーデンタワー) — хмарочос, який знаходиться в особливому районі Токіо Роппонґі, Японія.
В будівлі знаходиться готель, фітнес-центр, офіси, магазини та ресторани.

## Кампанії, чиї офіси знаходяться в будівлі
- PacketVideo Japan Corporation
- Yamada Corporation
- Anderson Mori & Tomotsune
- Naturally Plus
- Allen & Overy
- LGT Bank
- Davis Polk & Wardwell
- WCL Co., Ltd.
- Orrick, Herrington & Sutcliffe
- Credit Suisse
- Skadden, Arps, Slate, Meagher & Flom
- Morningstar
- Electronic Arts
- Dresdner Kleinwort
- Allianz
- E-Trade
- KPMG
- SBI Holdings